# Greffeil
Greffeil település Franciaországban, Aude megyében. Lakosainak száma 94 fő (2022. január 1.). Greffeil Clermont-sur-Lauquet, Ladern-sur-Lauquet, Saint-Hilaire és Villar-en-Val községekkel határos.

## Népesség
A település népessége az elmúlt években az alábbi módon változott:
| Lakosok száma | 75   | 68   | 61   | 62   | 84   | 77   | 79   | 86   | 90   | 94   |
|               | 1968 | 1982 | 1990 | 2006 | 2013 | 2015 | 2017 | 2019 | 2020 | 2022 |